# Erika Carlsson
Erika Carlsson ist eine US-amerikanische Schauspielerin.

## Leben
Carlsson begann ihre Schauspiellaufbahn mit Nebenrollen in mexikanischen Spielfilmen. Ab den 1970er Jahren begann sie auch mit Darstellungen in US-amerikanischen Spielfilmen. 1981 hatte sie Besetzungen in Vier Pastorentöchter, Macabra – Die Hand des Teufels und Caveman – Der aus der Höhle kam, 1983 in Triumph des Mannes, den sie Pferd nannten und Der Honorarkonsul. 1990 mimte sie eine Nebenrolle in dem Spielfilm Die totale Erinnerung – Total Recall mit Arnold Schwarzenegger in der Hauptrolle. Gegen Ende der 20. Jahrhunderts folgten Rollen in den Filmen Perdita Durango und Die Maske des Zorro. 2001 übernahm sie eine Sprechrolle in dem Videospiel MechCommander 2. 2012 war sie mit ihrer Rolle in Auf den Spuren des Marsupilami bisher zum letzten Mal in einem Film zu sehen gewesen.
In den Credits wird sie auch als Erika Carlsen, Erica Carlson, Erika Carlson, Erica Carlsson oder Ericka Karson aufgeführt.

## Filmografie
- 1957: El bolero de Raquel
- 1958: Concurso de belleza
- 1961: Viva Chihuahua
- 1961: Se alquila marido
- 1962: A ritmo de twist
- 1962: El extra
- 1965: Un alma pura
- 1972: El vals sin fin
- 1975: Nachts, wenn die Leichen schreien (The Devil’s Rain)
- 1976: Santo vs. las lobas
- 1976: Der Supermann des Wilden Westens (The Great Scout & Cathouse Thursday)
- 1976: Der scharlachrote Pirat (Swashbuckler)
- 1977: Tintorera – Meeresungeheuer greifen an (¡Tintorera!)
- 1978: Divinas palabras
- 1978: Tornado
- 1978: El complot mongol
- 1979: Guayana – Kult der Verdammten (Guyana, el crimen del siglo)
- 1980: A fuego lento
- 1980: A paso de cojo
- 1980: Dynastie Dracula
- 1981: Vier Pastorentöchter (Las mujeres de Jeremias)
- 1981: Macabra – Die Hand des Teufels (Demonoid: Messenger of Death)
- 1981: Caveman – Der aus der Höhle kam (Caveman)
- 1982: Mexico in Flammen (Krasnye kolokola, film pervyy – Meksika v ogne)
- 1982: Una gallina muy ponedora
- 1982: El naco mas naco
- 1982: Antonieta
- 1983: Triumph des Mannes, den sie Pferd nannten (Triumphs of a Man Called Horse)
- 1983: Der Honorarkonsul (The Honorary Consul)
- 1985: Fiebre de amor
- 1986: Salvador
- 1986: Auf den Schwingen des Adlers (Fernsehmehrteiler)
- 1988: Deathstalker and the Warriors from Hell
- 1990: Die totale Erinnerung – Total Recall (Total Recall)
- 1990: En carne propia (Fernsehserie, Episode 1x01)
- 1990: Hora marcada (Fernsehserie)
- 1991: Acapulco
- 1992: Muerte infernal
- 1997: Perdita Durango
- 1998: Die Maske des Zorro (The Mask of Zorro)
- 2012: Auf den Spuren des Marsupilami (Sur la piste du Marsupilami)

## Synchronisation
- 2001: MechCommander 2 (Videospiel)